# 自衛隊岡山地方協力本部三人娘
自衛隊岡山地方協力本部三人娘は、自衛隊岡山地方協力本部（岡山ちほん）が自衛隊一般広報や自衛官募集広報のために使用している、陸・海・空女性自衛官という設定のキャラクターである。原画は岡山県出身の島田フミカネが作成した。岡山ちほんが監修しているため、本物の制服、階級、職種等、現在の女性自衛官で実在可能なリアリティーを追求していることが特徴の1つである。

## 発表
自衛隊岡山地方協力本部は、2013年7月30日に公式サイトで「陸キャラクター」を発表。この時点では他2名については発表されず、名前もこれから公募という形式をとっており、決まっていなかった。「岡山ちほん」の公式サイトでは動画を使って紹介している。
同年8月30日に海・空キャラクターも発表となり、3人娘が揃った。同時に名前も公式に発表された。名前は一般公募より選出されている。
この発表は、テレビ、新聞等のマスコミにプレス記者発表の形式をとった。岡山の地方放送局5局の、同日の夕方の地方ニュースで流れており、その際に「吉備桃恵」を採用したチラシ4,000枚が1時間で配布し終えたエピソードなども紹介している。

## 人物

### 吉備桃恵（きび ももえ）
- 階級 1等陸士
- 主に、74式戦車部隊の本部管理中隊に所属。

### 瀬戸水葡（せと みずほ）
- 階級 1等海士
- 護衛艦勤務を目指して、通信関係を勉強中で、システム通信隊に所属。

### 備前愛梨（びぜん あいり）
- 階級 1等空士
- 主に、F-15Jなどの整備を受け持つ、航空団の整備班に所属。

## 引用
1. ↑  “「陸海空」美少女キャラ登場…岡山の自衛隊”. 読売新聞. (2013年9月5日) 2013年9月16日閲覧。
2. ↑  “「ストライクウィッチーズ」などを手がける島田フミカネさんが起用された、自衛隊岡山地本のPRポスターに登場したキャラがフレームインして敬礼して手を振る”. ねとらぼ. (2013年7月30日) 2013年9月16日閲覧。
3. ↑  島田フミカネイメージキャラクター自衛隊岡山地本３人娘_NHK